# Linda Sundgren
Linda Sundgren, född 4 februari 1970, är en svensk författare och journalist.
Hon debuterade som skönlitterär författare år 2016 med skärgårdsdeckaren Ondska utan ånger om journalisten Angelica Moe. Året därpå kom uppföljaren I dödens tjänst och 2019 den tredje boken i serien, Farligt beskydd. De två första böckerna gavs ut på Visto förlag, men författaren har senare bytt till Lind & Co. Samtliga tre titlar finns både som inbundna böcker, e-böcker och ljudböcker. Sundgren har även skrivit Fartygsbefälsföreningens jubileumsskrift: 100 år i sjöbefälens tjänst som kom 2006. 
Utöver författarskapet arbetar hon som journalist med inriktning sjöfart och försvarsfrågor.
År 2017 fick Linda Sundgren Stiftelsen Sveriges Sjömanshus Litteraturpris.